# Бубанович, Юлие
Юлие Бубанович (хорв. Julije Bubanović; 1 ноября 1826, Крижевцы, Копривницко-Крижевацкая жупания — 3 апреля 1906, Загреб, Транслейтания) — хорватский государственный деятель XIX века, депутат Хорватского сабора и жупан Сремской жупании с 1875 по 1886 год.

## Биография
Юлие Бубанович родился в семье потомков ускоков и приходился племянником Крижевацкому епископу Сильвестру Бубановичу и знаменитому иллирийцу Мирко Боговичу. В возрасте 16 лет Юлие окончил гимназию в Загребе, после чего поступил в юридическую академию Загребского университета, которую окончил в 1849 году. В 1867 году Бубанович на год занял кресло депутата в Хорватском саборе, где ему довелось представлять интересы своего родного города — Крижевцов. В 1871 году Юлие Бубанович был избран председателем Хорватского сабора, однако его мандат из-за вмешательства хорватского бана Ивана Мажуранича не был верифицирован. Спустя год Бубанович на короткий промежуток времени занял пост поджупана (заместителя жупана) Вараждинской жупании, после чего он был назначен на пост жупана Сремской жупании, который занимал до 1868 года.
На заработанные за десятилетия государственной службы деньги, Бубанович учредил два фонда по 18 000 австро-венгерских крон в каждом. Первый фонд был учреждён при Хорватской матице и предполагал выплаты за публикацию книг, а второй при Югославской академии наук и по воле Бубановича должен был служить наградой за изучение любым хорватским студентом русского языка. Выплаты из второго фонда Бубановича за всё время его существования удостоились лишь два человека: Макси Петаньек и одна из первых хорватских студенток Божена Краль.